# تاکورو فوجی

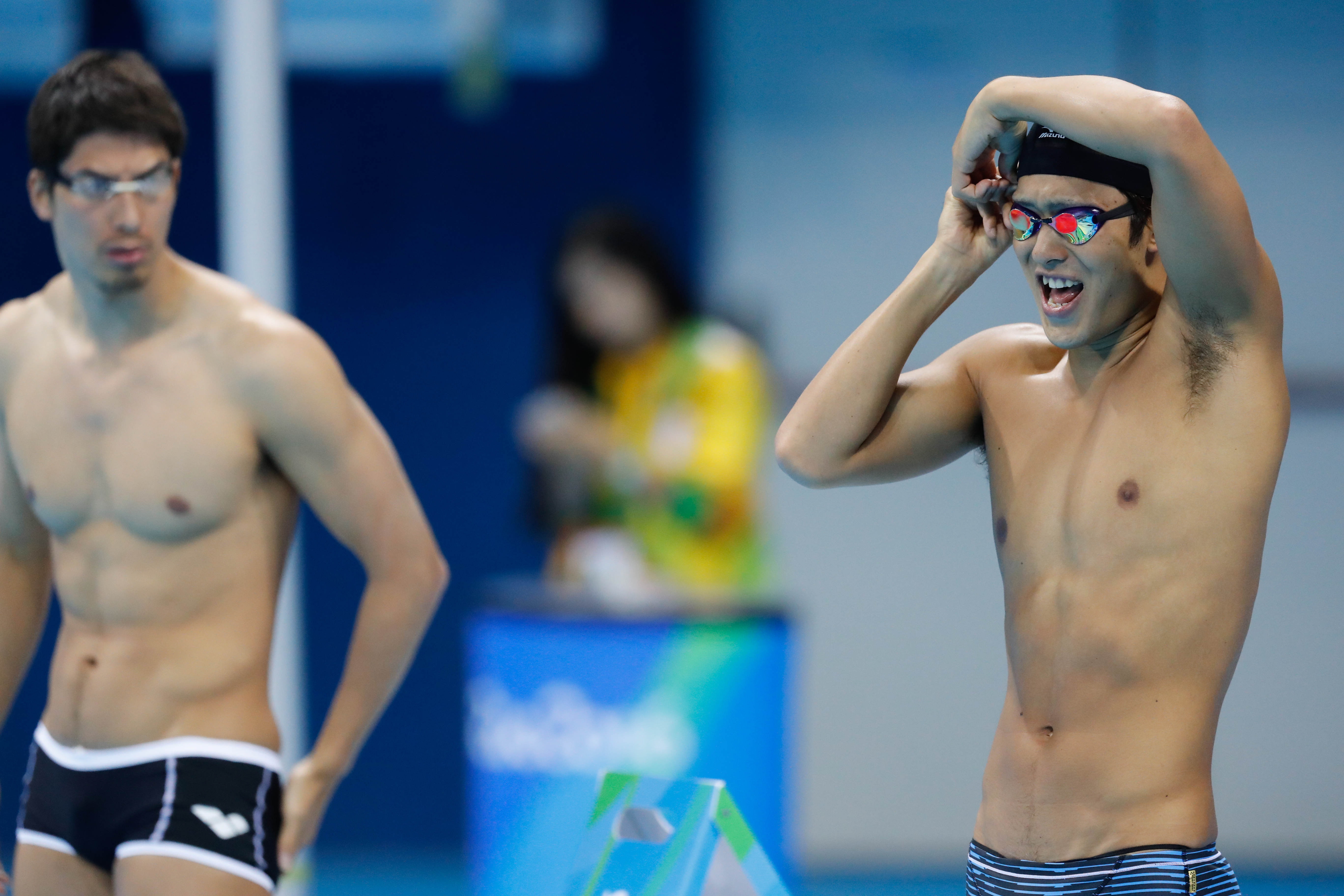
شناگر ژاپنی در المپیک ۲۰۱۶ ریو

تاکورو فوجی (به انگلیسی: Takuro Fujii) (زادهٔ ۲۱ آوریل ۱۹۸۵) شناگر اهل ژاپن است.